# Liste der denkmalgeschützten Objekte in Perwang am Grabensee
Die Liste der denkmalgeschützten Objekte in Perwang am Grabensee enthält die denkmalgeschützten, unbeweglichen Objekte der Gemeinde Perwang am Grabensee im Bezirk Braunau am Inn.

## Denkmäler
| Foto |                 | Denkmal                                                                                 | Standort                                  | Beschreibung | Metadaten |
| ---- | --------------- | --------------------------------------------------------------------------------------- | ----------------------------------------- | --- | --- |
| ja   | Datei hochladen | Kath. Pfarrkirche hl. Johannes der Täufer und Friedhof HERIS-ID: 52473 Objekt-ID: 59339 | Kirchenweg 6 Standort KG: Perwang         | Die Pfarrkirche hl. Johannes der Täufer ist ein gotischer Sakralbau, der vor 1473 von den Noppingern gestiftet wurde. Das Langhaus ist einschiffig und vierjochig, der zweijochige Chor ist mit 3/8 Schluss ausgeführt. Der Westturm aus den Jahren um 1670 wurde in der zweiten Hälfte des 18. Jahrhunderts erhöht und mit neuem Spitzhelm versehen. Der Hochaltar und die Seitenaltäre werden auf 1846 datiert, die Gemälde stammen von Josef Rattensperger aus Salzburg. | BDA-Hist.: Q26695731 Status: § 2a Stand der BDA-Liste: 2025-06-30 Name: Kath. Pfarrkirche hl. Johannes der Täufer und Friedhof GstNr.: .14 Saint John the Baptist Church (Perwang am Grabensee) |
| ja   | Datei hochladen | Heimathaus und Zollmuseum HERIS-ID: 68051 Objekt-ID: 81046                              | Oberröderstraße 1 Standort KG: Perwang    | Das Holzhaus wurde 1767 vom Stift Michaelbeuern zur Unterbringung von Bediensteten errichtet. Von 1779 bis 1809 diente als Zollhaus zwischen Österreich und dem Erzstift Salzburg. | BDA-Hist.: Q38118334 Status: § 2a Stand der BDA-Liste: 2025-06-30 Name: Heimathaus und Zollmuseum GstNr.: 252                                                                                   |
| ja   | Datei hochladen | Pfarrhof HERIS-ID: 52472 Objekt-ID: 59338                                               | Rudersbergerstraße 4 Standort KG: Perwang | → Hauptartikel : Schloss Perwang f1 | BDA-Hist.: Q2242886 Status: § 2a Stand der BDA-Liste: 2025-06-30 Name: Pfarrhof GstNr.: .15/1 Pfarrhof Perwang am Grabensee                                                                     |